# Ricardo Aronovich
 Ricardo Aronovich (Buenos Aires, Argentina; 3 de enero de 1930) es un director de fotografía argentino que tuvo una extensa trayectoria en la cinematografía de varios países.

## Primeros años
Cuando era  niño vivió cerca del escritor Alberto Gerchunoff a quien visitaba el artista Javier Villafañe que era su amigo y como  Aronovich iba a jugar con ellos Villafañe le enseñó a fabricar títeres lo que le permitió hacer en el altillo de su casa un teatro de títeres con el que hacía funciones para los amigos del barrio. En una entrevista hecha muchos años después recordó que como telón de fondo había puesto un cuadro con paisajes de esos que a menudo había en las casas y que, sin saber porqué, había iluminado el escenario. Más adelante encontró unas latas con películas, positivos y negativos, en casa de sus abuelos porque uno de sus tíos hacía documentales, con los cuales, jugando, se puso a hacer montajes. 

## Primeros estudios vinculados a la fotografía
A los 18 años viajó a Estados Unidos y encontrándose en Chicago hacía mucho frío pasó delante del campus de la Universidad de Chicago, que era en ese momento un centro vanguardista, y entró al cineclub poco antes que se iniciara una proyección. En esa ocasión descubrió a Alexander Nevsky quedando deslumbrado por las imágenes, por el movimiento, por todo lo atinente a la imagen y decidió dedicarse a eso. 
Cuando regresó a la Argentina y conoció a Simón Feldman que volvía de Francia después de haber estudiado en el IDHEC de donde había traído los cursos fotocopiados, y con ellos crearon un curso para estudiar cine. Con una Paillard-Bollex prestada rodaron durante 3 u 4 años el largometraje El negoción del cual hizo el 75 % de la fotografía. En ese momento le interesaban tanto la fotografía como la dirección fílmica y los guiones. Hizo uno adaptando el libro de Bioy Casares El sueño de los héroes y luego otros que nunca filmó.

## Trabajos en Brasil y Francia
En 1963 viajó a Brasil y trabajó junto a directores como Ruy Guerra y León Hirszman y contribuyó a crear la fotografía del cinema novo. En 1969 se trasladó a París y trabaja junto a grandes directores: Alain Resnais, Miguel Littín, Costa-Gavras, Hugo Santiago, Louis Malle, Ettore Scola y en tres oportunidades sus trabajos fueron seleccionados como candidatos a la mejor fotografía (Providence en 1976, La sala de baile en 1983 y Las veredas de Saturno en 1984).
Su primer gran desafío fue la filmación de Los venerables todos, que se realizaba íntegramente dentro del estudio. Aronovich tenía una concepción tan particular de la luz que el jefe de electricistas renunció diciendo que eso era cualquier cosa menos foto, pero al finalizar regresó. Otro desafío fue Invasión en la cual el director Hugo Santiago, un discípulo de Robert Bresson que tenía ideas muy rígidas por lo que tuvo que crear una foto muy complicada, sobre todo para el laboratorio.
Reconoció que aparte de Nevsky y otros clásicos rusos fue influido por los expresionistas alemanes, el neorrealismo italiano y el cine inglés y un poco por la nouvelle vague francesa  pero, aclara, no por el cine americano.
Durante este período, en 1982, recibió el premio Konex de Platino como el mejor director de fotografía de la historia en la Argentina, reconociendo así su larga y fructífera trayectoria en su país.

## Su relación con los actores y el director
Según Aronovich, su relación con los otros participantes de la filmación varía según la forma de trabajo. Si maneja la cámara tendrá relación privilegiada con el director porque se ocupa a la vez de la cámara y de la luz y, si no la maneja, la tendrá con los actores pues puede pasar más tiempo con ellos. Recordaba como ejemplo de esto último el rodaje de Providence porque como había hablado mucho con el director en los meses previos al inicio se entendía rápidamente con él durante la filmación y se pudo dedicar a los actores que, decía, eran excepcionales con lo cual el rodaje de esa película le proporcionó un placer inigualable.

## Sus opiniones sobre el director de fotografía
Sobre el rol del director de fotografía dice “es muy vasto, vago y concreto a la vez. Se podría decir que es concretar en la pantalla los deseos, las intenciones y las ambiciones del director y, de una manera subyacente, las de uno. En resumen es poder realizar imágenes, componer, iluminar, pintar, restituir lo que el director imagina como imagen de su película, sabiendo que cada película tiene su peculiaridad, no hay dos películas que se parezcan …o al menos, no debería haberlas” Para Aronovich el director de fotografía debe “tener una imaginación muy fecunda y saber dosificar justamente entre el deseo del director y el suyo. Ser capaz de expresar un clima, un ambiente. Saber interpretar un guion. Hay que ser capaz de concretar en imágenes un guion a partir de la segunda lectura”.

## Actividad docente
Se desempeñó como director de la cátedra de fotografía en la Escuela Internacional de Cine y TV de Cuba, y escribió en 1997 el libro Exponer una historia.

## Filmografía
Director de fotografía
- A Closed Book (2010)
- Moscow Zero (2006)
- Klimt (2006)
- Yo puta (2004)
- The Tragedy of Hamlet (2002) (TV)
- La kedada (2002)
- Stranded (Náufragos) (2001)
- The Dream Team (1999, serie de TV, episodios desconocidos)
- El tiempo recobrado (1999)
- El impostor, de Alejandro Maci
- Désiré (1996)
- Un siècle d'écrivains (1 episodio, 1995) 
  - Thomas Mann: Citizen Mann (1995) Episodio de TV
- Mecánicas celestes (1995)
- Lumière noire (1994)
- Le radeau de la Méduse (1994)
- Le mangeur de lune (1994)
- La vie de Galilée (1992) (TV)
- Bolero de Patrice Leconte (1992)
- La bonne âme du Setchouan (1990) (TV)
- The Man Inside (1990)
- Nunca estuve en Viena (1989)
- La familia (1987)
- Las veredas de Saturno (1986)
- Les longs manteaux o Expreso a la emboscada (1986)
- Stress (1984)
- La sala de baile (1983)
- Hanna K. (1983)
- Hughie (1983) (TV)
- Le jeune marié (1983)
- Desaparecido (1982)
- Coco Chanel (1981)
- Die ortliebschen Frauen (1981)
- Vrijdag (1981)
- You Better Watch Out (1980)
- Ma blonde, entends-tu dans la ville? (1980)
- The Outsider (1980)
- Una mujer singular (1979)
- El juego del poder (1979)
- Couleur chair (1978)
- El recurso del método (1978)
- Je t'aime, tu danses (1977)
- Une femme, un jour... (1977)
- Providence (1977)
- Sérail (1976)
- Lumière (1976)
- Lo importante es amar (1975)
- Les autres (1974)
- El affaire Dominici (1973)
- El atentado (1972)
- Pecados de otoño (1972)
- L'humeur vagabonde (1972)
- Jaune le soleil (1972)
- El soplo al corazón (1971)
- Los generales de la arena (1971)
- Papa, les petits bateaux (1971)
- Jumbo - Ein Elefantenleben (1970) (TV)
- La Nueva Francia (inconclusa - 1970)
- Invasión (1969)
- Benito Cereno (1969)
- Tempo de Violência (1969)
- Dulces cazadores (1969)
- Los taitas (1968) (mediometraje)
- Garota de Ipanema (1967)
- Los contrabandistas (1967) (mediometraje)
- Todo sol es amargo (1966)
- Los anónimos (1966)
- Buenos Aires en camiseta (1966)
- Buenos Aires (1966)
- Toda Donzela Tem Um Pai Que É Uma Fera (1966)
- Villa Delicia: playa de estacionamiento, música ambiental (1966)
- As Cariocas (1966)
- Buenos días, Buenos Aires  (1966) (cortometraje)
- La primera fundación de Buenos Aires (1966) (cortometraje)
- Psique y sexo (1965)
- El reñidero (1965)
- El bombero esté triste y llora (1965)
- São Paulo, Sociedade Anônima (1965)
- Orden de matar (1965)
- Carta de Fader (1965) (cortometraje)
- Los fusiles (1964)
- Vereda de Salvação (1964)
- Los jóvenes viejos (1962)
- El televisor (1962)
- Crimen (1962) (cortometraje)
- Los venerables todos (1962)
- Tres veces Ana (1961)
- Los de la mesa 10  (1960)
- El negoción (1959)
- Diario (1959)

Operador de cámara
- El impostor (1997)
- O Homem Que Comprou o Mundo (1968)
- São Paulo, Sociedade Anônima (1965)

Actuando como él mismo
- Person (2007)
- Romy Schneider, étrange étrangère (2002) (TV)

Director
- Adolfo Bioy Casares, una videografía (1994)
- La Nueva Francia (inconclusa - 1970)